# Хорошун Семен Васильович
Семен Васильович Хорошун (1922—2003) — господарський діяч, лауреат Премії Ради Міністрів СРСР.

## Біографія
Народився 12 червня 1922 року в селі Протасове Харківської губернії (тепер — Сумська область України). Закінчив Асбестовський гірничий технікум, після чого працював на заводі в Уралі. У 1956 році Хорошун закінчив Вищі інженерні курси в Москві, після чого працював спочатку в Челябінській та Ленінградській області, а з 1957 року обіймав посаду головного інженера кар'єроуправління у місті Вишній Волочок.
З 1961 року Хорошун працював на Вяземському гірничо-збагачувальному комбінаті, очолював виробничо-технічний відділ, потім був головним інженером, а з 1965 року — директором комбінату. Під його керівництвом комбінат став одним з передових підприємств галузі, була значно розширена соціальна база. У 1981 році пішов з посади директора комбінату.
Помер 16 листопада 2003 року, похований на Катерининському кладовищі Вязьми.
Лауреат Премії Ради Міністрів СРСР, Почесний громадянин Вязьми. Також був нагороджений двома орденами Трудового Червоного Прапора, орденом «Знак Пошани» та низкою медалей.